# Johann Christian Steinauer

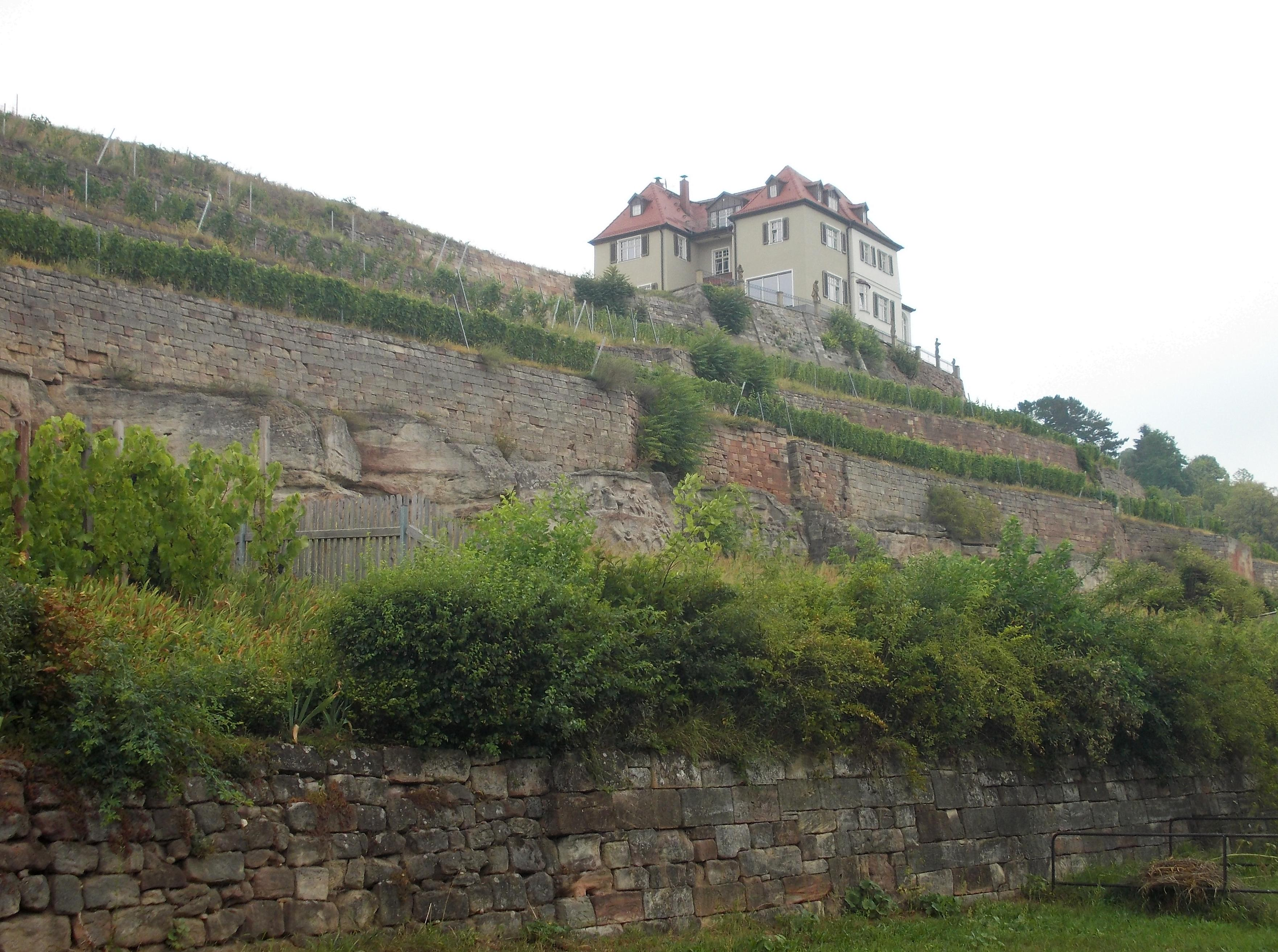
Steinauers Weinberg

Johann Christian Steinauer (geb. in Roßwein (?); gest. 1748 in Naumburg) war ein Kaufmann und Juwelier, der das bis heute erhaltene Großrelief Steinernes Album in Großjena in Auftrag gab.

## Leben
Von Beruf war Steinauer Kaufmann und Juwelier, eher allerdings Goldfabrikant. Bezeichnet wurde er als Sachsen-Weißenfelsischer Hofjuwelier. Laut dem Bürgerbuch der Stadt Naumburg besaß Steinauer seit 1706 das Naumburger Bürgerrecht.
Steinauer war seit 1720 Eigentümer eines Grundstückes in Großjena, auf dem er 1722 die Schaffung des Steinernen Albums oder Steinernen Bilderbuchs veranlasste, ein über 200 m langen Felsrelief im Barockstil. Der Bilderbogen umfasst zwölf Reliefs und stellt die Herstellung des Weines bzw. Szenen aus dem Alten Testament dar. Es war eine Huldigung an Steinauers Dienstherrn Herzog Christian (1682–1736) zu dessen 10-jährigen Regierungsjubiläum. Dieser galt als Freund der Jagd und des Weines und ist auf dem Steinernen Album auch verewigt. 
Sein Sohn war Johann Christian Steinauer (1707–1786), der in Leipzig Geschäftsmann war.